# Johan Sjöqvist

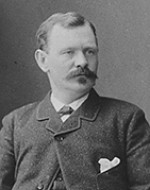
Johan Sjöqvist.

Per Johan Sjöqvist, född 17 november 1852 i Sunne socken, död 9 augusti 1923 i Hedvig Eleonora församling, Stockholm, var en svensk byggmästare. Johan Sjökvist var far till arkitekten Arvid Sjöqvist.

## Biografi
Johan Sjöqvist gick Tekniska skolan 1872–1875 och var anställd som ritare hos Axel Kumlien 1874–1878. Åren 1878–1880 var han verkmästare hos A.O. Söderlund och godkändes som byggmästare av Byggnadsnämnden 1892. Mellan 1880 och 1912 uppförde han ett tjugotal nybyggnader, däribland byggnader för Hamburgerbryggeriet, Konstnärshuset, S:t Eriks Bryggeri och Veterinärhögskolan. I flera fall stod han också själv som byggherre, såsom för Birger Jarlspassagen och hyreshuset Birger Jarlsgatan 2–4 i kvarteret Matrosen. Johan Sjöqvist är begravd på Norra begravningsplatsen utanför Stockholm.

## Arbeten i urval

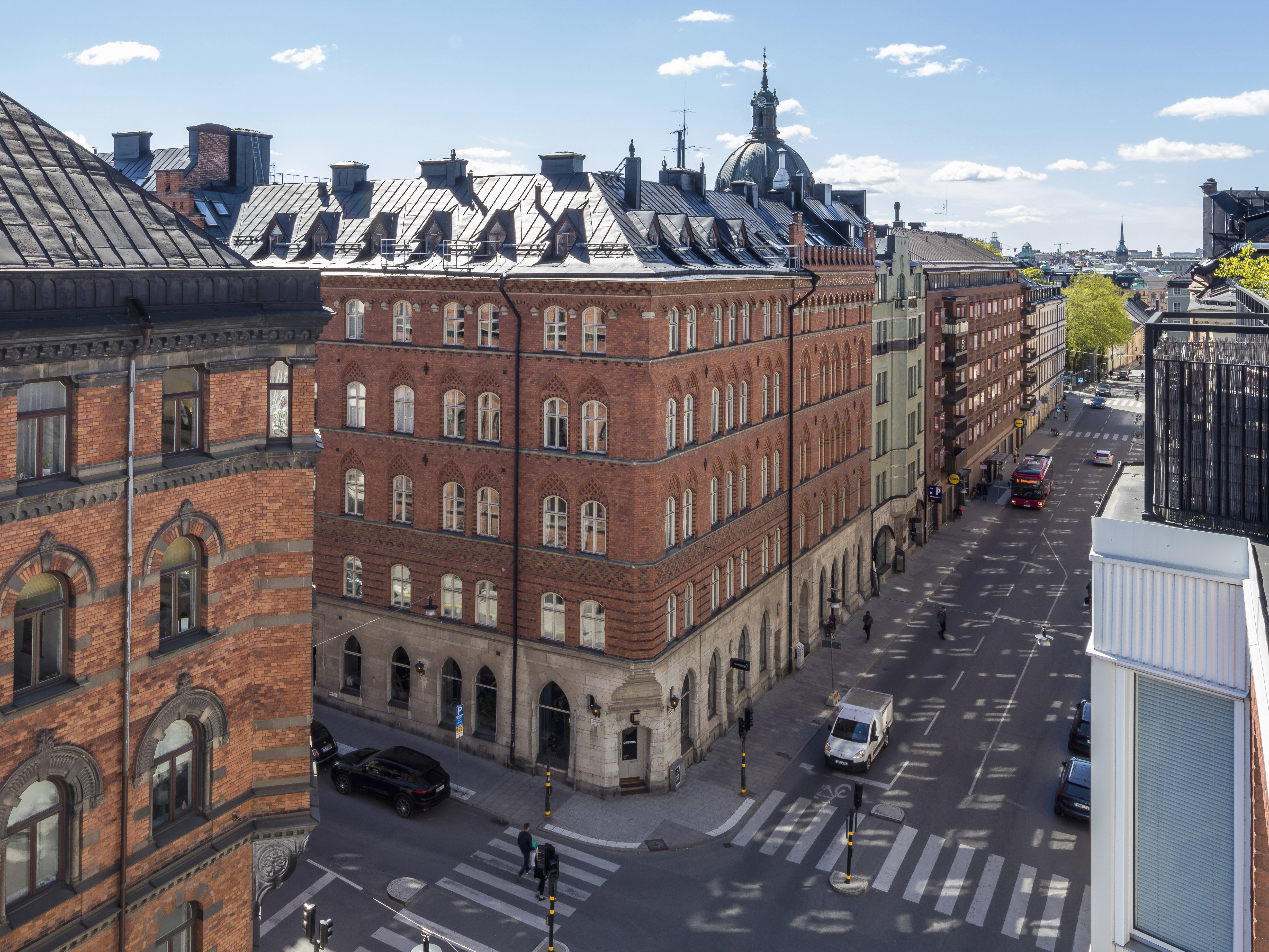
Sjökalven 14, byggår 1888.
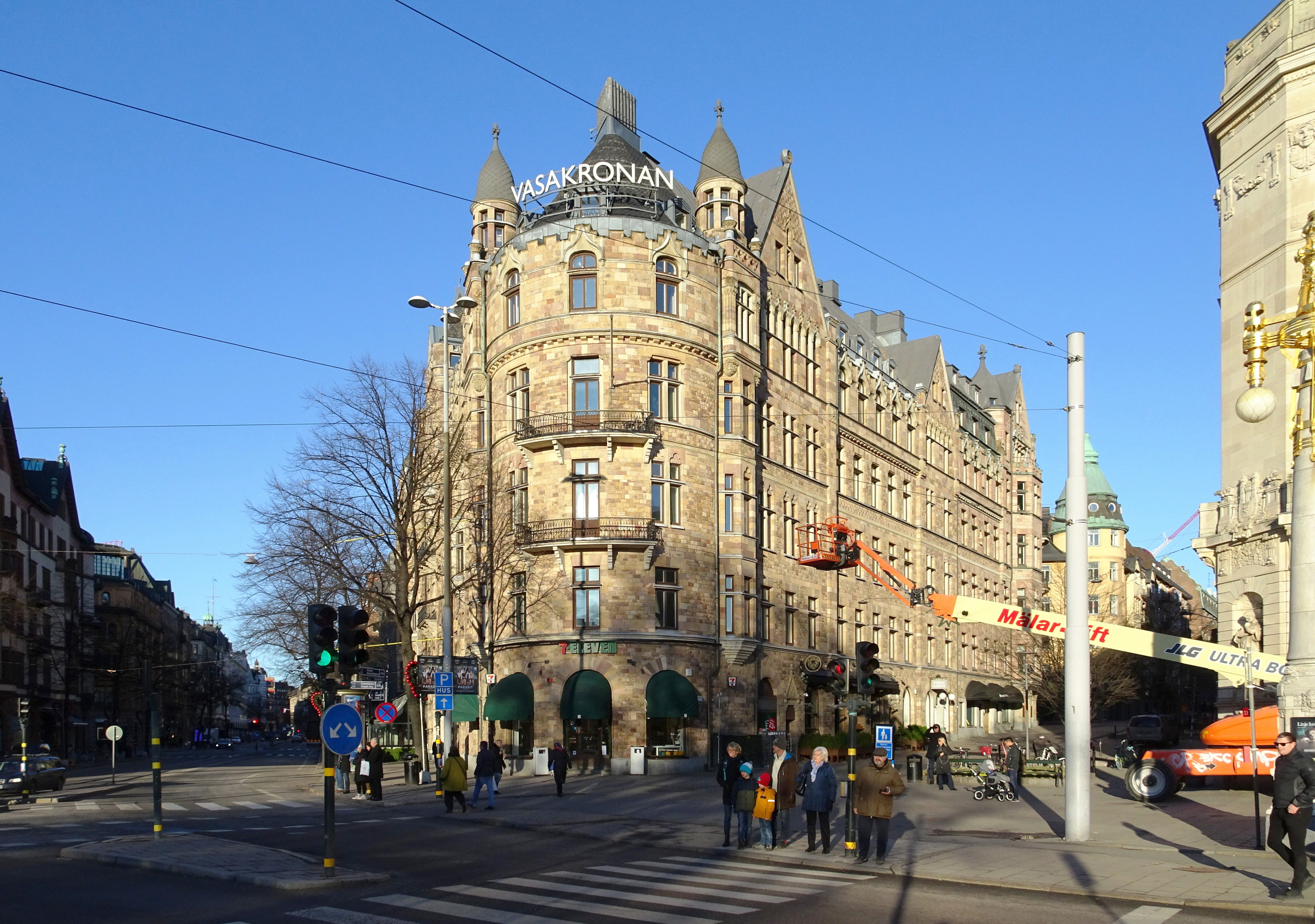
Kvarteret Matrosen, byggår 1893.
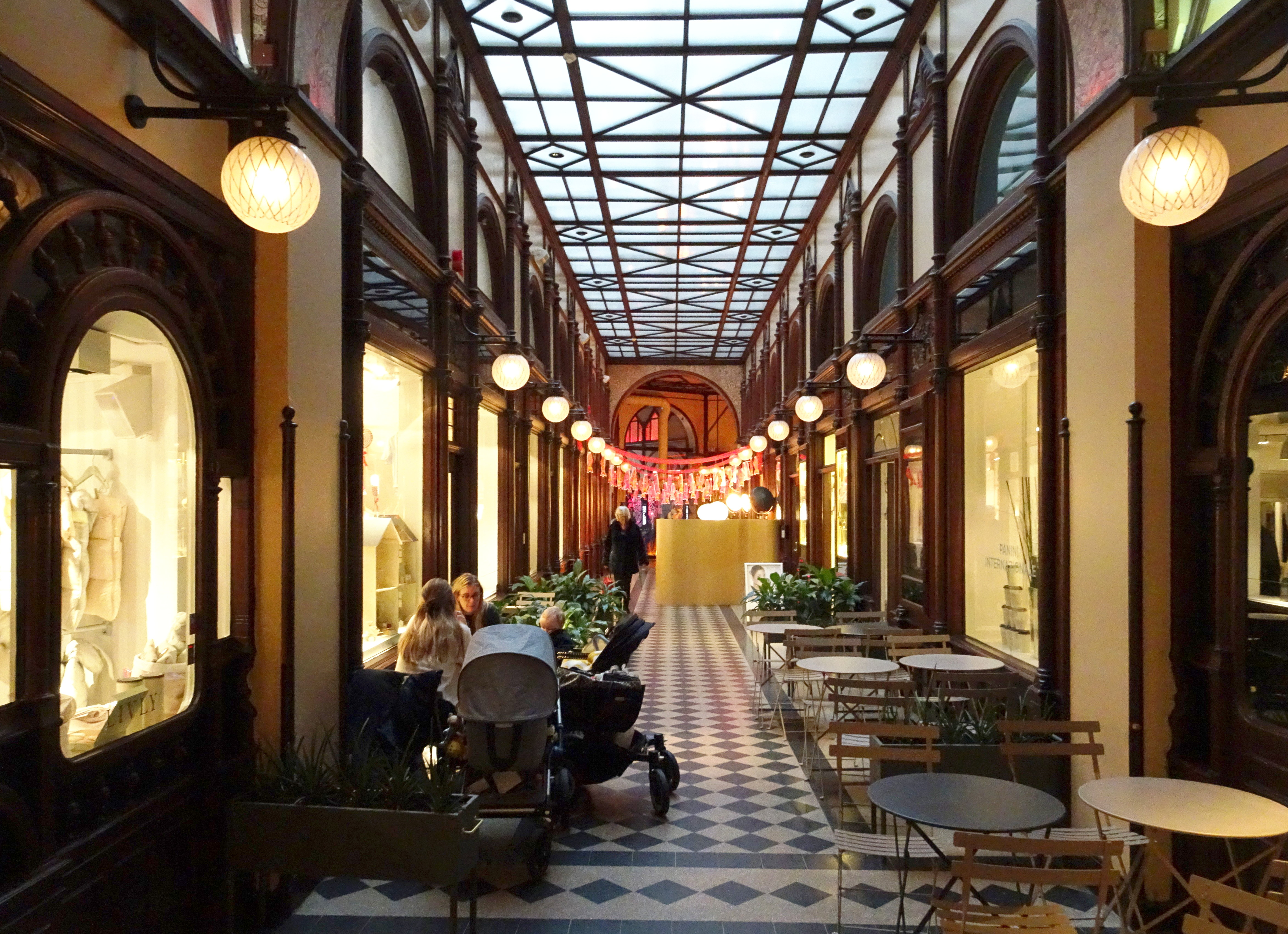
Birger Jarlspassagen, byggår 1896.
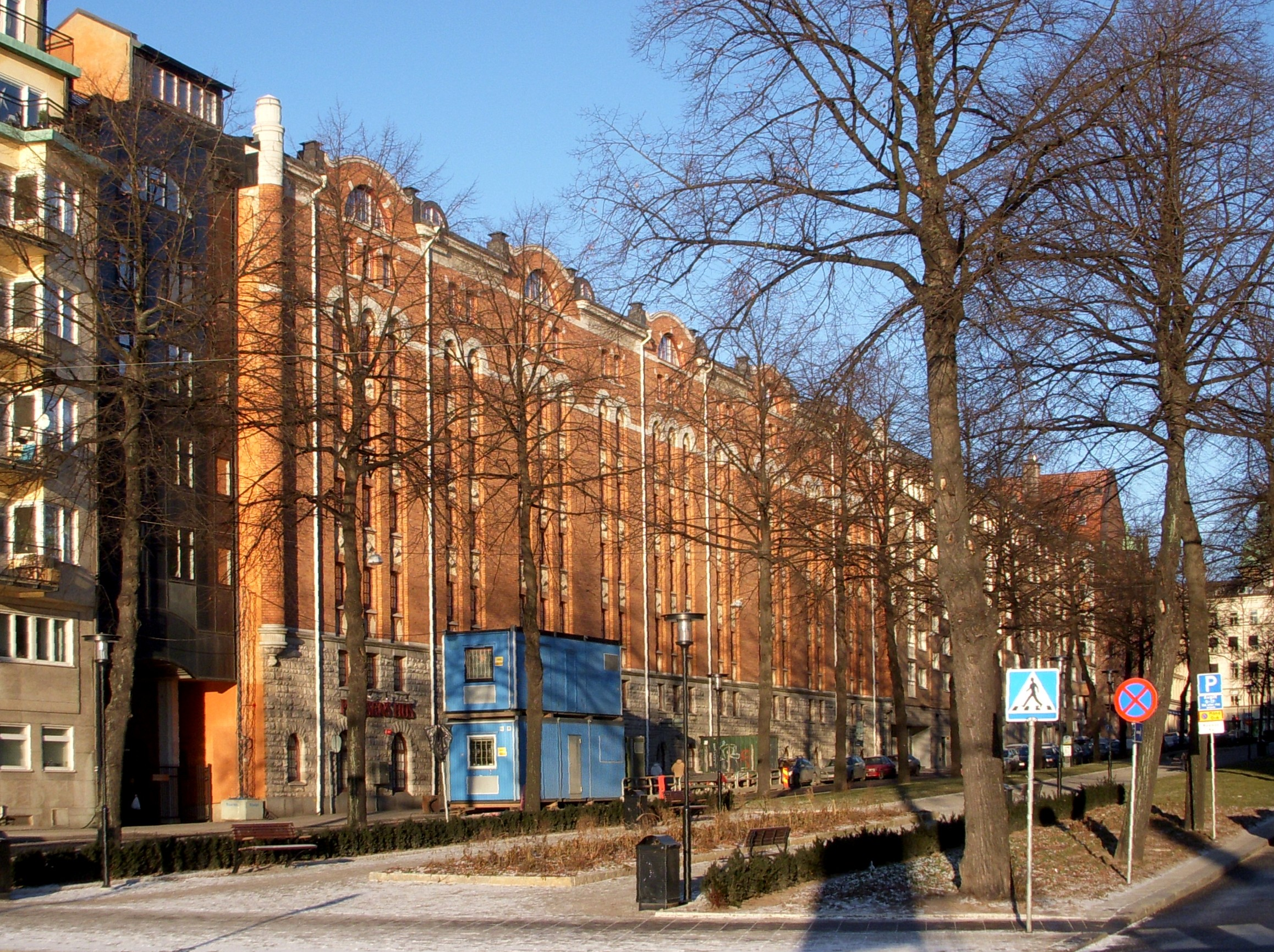
S:t Eriks Bryggeri, byggår 1890.